# Потапово (городской округ Подольск)
Потапово — деревня в Подольском районе Московской области России. Входит в состав сельского поселения Стрелковское (до середины 2000-х — Брянцевский сельский округ).

## Расположение
Деревня расположена примерно в 12 км к северо-востоку от центра города Подольска. Ближайшие населённые пункты — деревни Боборыкино, Федюково, Малое Брянцево и Яковлево. Рядом с деревней протекает река Гвоздянка.

## Население
| 2002 | 2006 | 2010 |
| ---- | ---- | ---- |
| 16   | ↗20  | ↗143 |

Согласно Всероссийской переписи, в 2002 году в деревне проживало 10 мужчин и 6 женщин.